# Zebulun (pleme)
Zebulun (heb. זְבוּלוּן i זְבוּלֻן; grč. Ζαβουλών; samarijanski hebrejski: zebulan) je ime jednog od 12 izraelskih plemena, čiji je rodozačetnik, prema biblijskom izvještaju, Zebulun, šesti sin što ga je Lea rodila Jakovu. Ovo je pleme obitavalo područje zapadno i sjeverozapadno od gore Tabor u Galileji.

## Etimologija
Narodna etimologija što je donosi Biblija poziva se na dva različita korijena: זבד (zabad), što znači „obdariti nekoga“ i זבל (zabal), što znači „prebivati s kime“. Čini se da je ovaj drugi glagol i vjerojatni izvor samog imena. Znanstvenici se razilaze oko pitanja prve uporabe ovog imena, to jest je li se pojavilo prvo kao toponim ili kao osobno ime, od kojih bi onda ime preuzelo i samo pleme.

## Područje plemena Zebulun
Vrlo detaljan opis granica Zebulunova područja nalazi se u biblijskoj Knjizi Jošuinoj (usp. Jš 19 10-16), a obuhvaćaju galilejsko gorje u tzv. Donjoj Galileji. Zebulun je, kao i Ašer i Naftali, prebivao u brdima i šumama, što mnoge navodi na zaključak da su se pripadnici ovog plemena smjestili na prostoru kanaanskih gradova-država koje su imale vlast nad dolinskim dijelovima. Čini se da su imali zajedničko vlasništvo s plemenom Jisakar na gori Tabor. Neki biblijski teskstovi daju naslutiti da se u kasnijem razdoblju, osobito u doba Kraljevstva Izraela, područje ovog plemena proširilo sve do obale Sredozemnog mora, uz sjeverne obronke brda Karmel.

## Povijest Zebuluna
Malo vijesti o Zebulunu imamo iz izvanbiblijskih izvora. Biblija ga spominje među plemenima koja uzimaju dijela u bitci protiv Hazora, predvođena Deborom i Barakom, kao i u bitci što su je Gideonci vodili protiv Amalečana i Midjanaca. Jedan od prpadnika ovog plemena bio je i Elon, jedan od „sudaca“, to jest narodnih vođa u predmonarhijskom razdoblju. O njemu je poznato samo da je bio vođa deset godina.
Ovo je pleme u svim popisima i biblijskim izvještajima prikazano prilično brojno u odnosu na mali prostor što ga je zaposjelo, te mu je bilo moguće podići i najveću vojsku. Ipak, čini se da je početkom Kraljevstva Izraela pleme Zebulun već bilo sasvim nevažno, jer se ne spominje u Salomonovoj upravnoj podjeli kraljevstva. Spominje se još u doba kralj Ezekije, kralja Jude, u 8. st. prije Krista, kad neki članovi ovog plemena traže mogućnost da dođu u Jeruzalem proslaviti Pashu. Nakon progonstva u Babilon više nema spomena Zebuluna.